# HD 372
HD 372 — звезда, которая находится в созвездии Кассиопеи на расстоянии около 371 светового года от нас.

## Характеристики
HD 372 — звезда F-класса 7,752 величины, не видимая невооружённым глазом. Впервые в астрономической литературе она упоминается в каталоге Генри Дрейпера, изданном в начале XX века. Она имеет массу, равную 1,46 массы Солнца. Возраст звезды оценивается приблизительно в 1,9 миллиарда лет. Планет в данной системе пока обнаружено не было.